# هو تسو تشن
هو تسو تشن (بالصينية: 贺子珍) (20 سبتمبر 1910 - 19 أبريل 1984) كانت الزوجة الثالثة للرئيس ماو تسي تونغ من عام 1928 إلى عام 1937، وواحدة من المجندات القلائل في الجبهة الأولى للجيش الأحمر التي شاركت في المسيرة الطويلة.